# Senette
De Senette of Sennette (zie Zennetje) is een ongeveer 35 kilometer lang zijriviertje van de Zenne en behoort tot het stroomgebied van de Schelde. Het stroomgebied omvat 336 km².
Ze ontspringt in Familleureux, doorkruist Écaussinnes, Ronquières, Virginal-Samme en Oostkerk, mondt uit in de Zenne in Klabbeek (gemeente Tubeke). Vroeger voor de aanleg van het kanaal mondde de Hain bij Klabbeek als zijrivier uit in de Senette.